# Домнино (Свердловский район)
Домнино — деревня в Свердловском районе Орловской области. Входит в состав Новопетровского сельского поселения.

## Физико-географическая характеристика
Уличная сеть
В деревне находится 5 улиц:
- Берёзовая улица
- Заречная улица
- Школьная улица
- Улица Ленина
- Улица Мира

Часовой пояс
Деревня Домнино, как и вся Орловская область, находится в часовой зоне МСК (московское время). Смещение применяемого времени относительно UTC составляет +3:00.

## Население
| 2002 | 2010 |
| ---- | ---- |
| 229  | ↗230 |